# Logabirum
Logabirum is een dorp in de Duitse deelstaat Nedersaksen. Tot 1972 was het een zelfstandige gemeente, sindsdien is het onderdeel van de stad Leer in Oost-Friesland.
Logabirum ligt in het noordoosten van het stadsgebied van Leer, grenzend aan het voormalige dorp Loga. Logabirum, dat ongeveer 7 meter boven zeeniveau ligt,  is ontstaan op een geestrug in het veengebied ten noorden van de Leda. De oudste vermelding van het dorp dateert uit 1439, maar dat het dorp ouder is staat vast.
Het dorp is, evenals het aangrenzende Loga, na plm. 1970 sterk uitgebreid met woonwijken. 

## Bezienswaardigheden

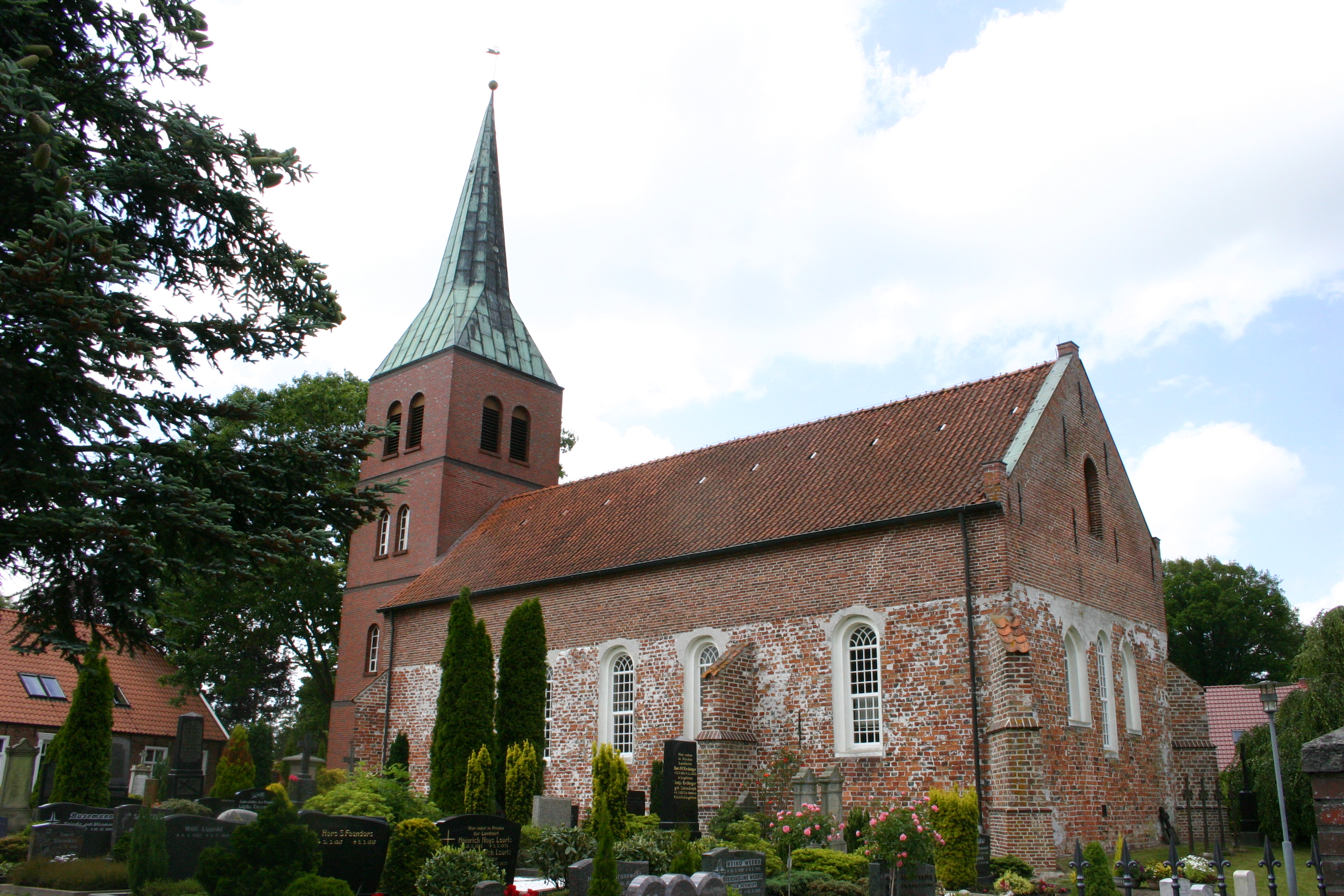
Kerk van Logabirum
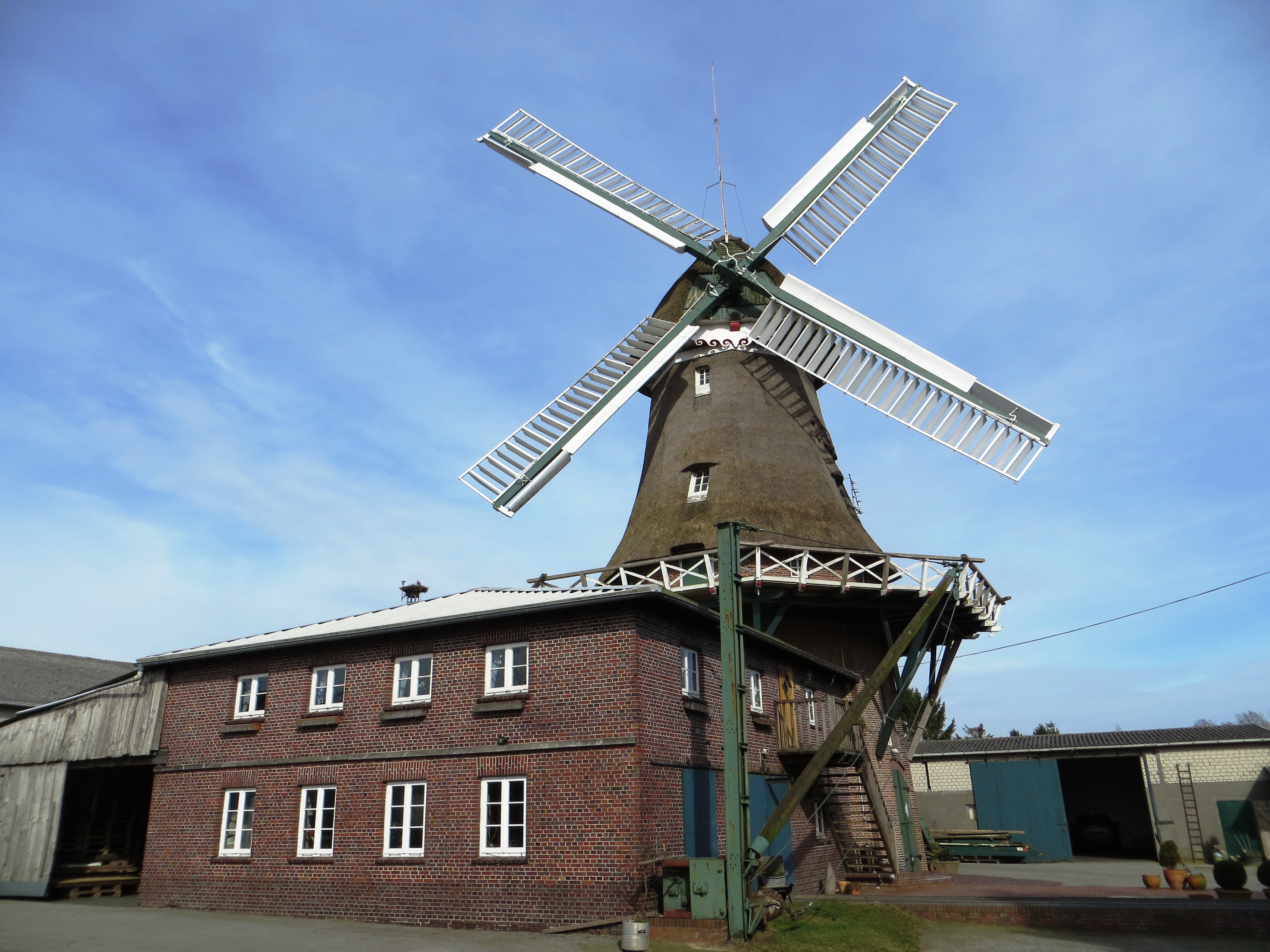
Molen van Logabirum

- De dorpskerk stamt uit het begin van de veertiende eeuw.
- De windmolen van Logabirum is de laatst overgebleven oude windmolen in de gemeente Leer. Ze dateert van 1895 en is nog maalvaardig.

- Gemeinsame Normdatei: 4099763-7
- Virtual International Authority File: 248994813